# Балчуг (готель)
55°44′54″ пн. ш. 37°37′34″ сх. д. / 55.74825° пн. ш. 37.626027777778° сх. д.
«Балчуг Кемпінські Москва» — п'ятизірковий готель групи готелів «Kempinski», розташовано в центрі Москви на вулиці Балчуг.

## Історія
Прибутковий будинок на цьому місці було побудовано після пожежі 1812 року, неодноразово надбудовувався, а в 1897—1898 роках був знесений і побудований заново за проектом відомого архітектора Олександра Іванова. На першому поверсі з'явився ресторан, а верхні поверхи стали здавати художникам під студії. Завдяки будівничим що працювали тут А. Куїнджі, І. Крамському, Ап. Васнецову, Ю. Клеверу краєвид що відкривається на Москворецький міст, Кремль і Храм Василя Блаженного став одним із найбільш упізнаваних образів Москви.
У 1911 році готель був знову перебудовано за проектом архітектора В. Д. Глазова.
Після революції 1917 року «будівля Осипових» використовувалося як офісна. Потім в 1928 році в ньому був відкрито готель «Новомосковський». Будівля двічі надбудовувалася і в 1932 році стала семиповерховою. У 1939 році готель було перепрофільовано в гуртожиток Наркомату закордонних справ, в 1957 році знову став працювати як готель — тепер під назвою «Бухарест».
У 1989—1992 роках будівлю готелю було кардинально перебудовано австрійським будівельним консорціумом «Австрія Баугезельшафт». 1 жовтня 1992 року було відкрито нині діючий готель «Балчуг Кемпінські Москва». На думку доктора мистецтвознавства О. І. Комеч, перебудований готель знівечив район Балчуга.